# SM-65A Atlas
Convair SM-65A Atlas označovaný také jako Atlas A nebo PGM-16A byla americká jednostupňová raketa, která sloužila jako demonstrátor pro mezikontinentální balistické rakety SM-65 Atlas v 50. letech 20. století. Rakety Atlas se později staly základem rodiny raket Atlas, které sloužily jako vojenské mezikontinentální rakety i jako nosné rakety pro civilní účely.
Uskutečnilo se celkem 8 startů raket SM-65A s 50% úspěšností, které se uskutečnily ze startovacích komplexů LC-12 a LC-14 na Cape Canaveral Space Force Station.

## Historie
Po konci druhé světové války se americké vojenské složky mohly seznámit s vývojem německé raketové techniky, zejména raket V-2. USAAF projevilo zájem o vyvinutí „strategické“ rakety, která by měla dosah 5 750 mil (9 250 km). Na to reagovala společnost Consolidated-Vultee (později Convair) předložením návrhu, který byl zaměřen na vyvinutí střel dlouhého doletu zaměřený na balistické střely a střely s pulzačním motorem. Soupeřem byla společnost North American, která přišla s návrhem nadzvukové střely s doletem 800 km.
Kontrakt na roční studii dvou návrhů v ceně 1,4 milionu tehdejších USD získala v dubnu roku 1946 společnost Consolidated-Vultee. Kontrakt měl označení W33-038-AC-14168. V případě návrhu, který využíval pulzační motor se studie odkazovala na německé střely s plochou dráhou letu V-1. Druhý návrh, který se zaměřoval na raketový pohon, vycházel ze střely V-2. Měl využívat její technologie, ale v rámci druhé fáze projektu na ní měly být zkoušeny nové koncepce. Pro druhou fázi projektu bylo dokonce objednáno vyrobení 10 střel, ale škrty v rozpočtu vedly ke zrušení projektu MX-774 v červnu roku 1947. Convair dokončil výrobu tří raket, které měl dovoleno použít pro uskutečnění zkoušek. Poslední let proběhl 2. prosince 1948. Convair tak mohl získat know-how a ozkoušet kardanový závěs raketového motoru a jiné konstrukční prvky, které se uplatnily při návrhu pozdějších raket Atlas.
Začátek Studené války a války v Koreji přispěl k obnovení zájmu o vývoj mezikontinentální balistické rakety. Společnost Convair obdržela novou smlouvu na projekt MX-1593 v září 1951, kde měl zužitkovat prvky ověřené v projektu MX-774.
Na počátku 50. let 20. století sužoval raketové motory na kapalná paliva problém se spolehlivostí zapalování pohonných hmot. Spolehlivost byla méně než poloviční. Convair se tento problém rozhodl řešit spuštěním všech motorů před vzletem a využitím pomocných motorů, které měly být odhozeny během letu.
V lednu roku 1955 byla objednána stavba raket Atlas pod kódovým jménem zbraňový systém WS107A-l. V divizi Convairu nesl označení Model 7. V září 1955 měl vývoj Atlasu přidělenou největší prioritu v americkém národním výzkumu a vývoji. Roku 1956 tak mohlo dojít k prvním testům pohonného systému. Na něž navázal první start rakety 11. června roku 1957.
Uskutečnilo se celkem 8 startů raket SM-65A, z nichž je polovina považována za úspěšné.
Convair na typ SM-65A navázal variantou SM-65B. 

## Označení raket SM-65
Rakety SM-65A a SM-65B bývají zmiňovány také pod označením X-11 a X-12. Web desingation-system, který se dlouhodobě věnuje značení americké vojenské letecké techniky uvádí, že v programu Atlas byly dříve plánovány demonstrátory X-11, který by byl jednomotorový a X-12 pro třímotorovou variantu. K jejich realizaci, ale nakonec nedošlo. Ve starší literatuře je možné se setkat s označením X-11 pro rakety SM-65A a X-12 pro rakety SM-65B.

## Konstrukce
Raketa Atlas A byla navržena jako jednostupňová, která byla vybavena dvojicí „pomocných“ raketových motorů, které tvořily jediný pohon rakety. U raket SM-65A tak nebyl přítomen hlavní raketový motor. 

## Přehled startů
| Datum             | Čas(GMT) | Místo startu | Označení rakety | Apogeum        | Výsledek        | Poznámky |
| ----------------- | -------- | ------------ | --------------- | -------------- | --------------- | --- |
| 11. června 1957   | 19:37    | LC-14        | 4A              | 2 km (1,2 mi)  | Částečný úspěch | První pokus o start rakety Atlas A. Výkon byl normální až do času T+30 sekund, kdy raketa ztratila tah kvůli proudu spalin, které se dostaly do spodní části rakety, kde způsobily propálení kabeláže. Následkem toho bylo vydán příkaz k sebedestrukci v čase T+50 sekund. Let byl považován za „částečný úspěch“, protože plášť balónu Atlasu si zachoval svou strukturální integritu až do jeho zničení. |
| 25. září 1957     | 19:57    | LC-14        | 6A              | 3 km (1,9 mi)  | Selhání         | Ztráta tahu, kterou následoval pád a destrukce v čase T+74 sekund. |
| 17. prosince 1957 | 17:39    | LC-14        | 12A             | 120 km (75 mi) | Úspěch          | První úspěšný start rakety Atlas. |
| 10. ledna 1958    | 15:48    | LC-12        | 10A             | 120 km (75 mi) | Úspěch          | |
| 7. února 1958     | 19:37    | LC-14        | 13A             | 120 km (75 mi) | Selhání         | Zkrat v naváděcím systému způsobil vypnutí motoru a rozbití rakety v T+167 sekund. |
| 20. února 1958    | 17:46    | LC-12        | 11A             | 90 km (56 mi)  | Selhání         | Zkrat v naváděcím systému způsobil vypnutí motoru a rozbití rakety v T+126 sekund. |
| 5. dubna 1958     | 17:01    | LC-14        | 15A             | 100 km (62 mi) | Selhání         | Porucha turbočerpadla způsobila ztrátu tahu v T+105 sekundách. Raketa zůstala v celku až do dopadu do Atlantského oceánu. |
| 3. června 1958    | 21:28    | LC-12        | 16A             | 120 km (75 mi) | Úspěch          | |